# 春天的足音
《春天的足音》（はるのあしおと）是2004年7月23日發售，minori製作的18禁戀愛冒險遊戲。

## 概要
開頭影片的監督為新海誠。
主題為「成長」，描寫包含主角、各女主角的心的成長。
副標題是“Deliver Spring to your heart ... as soon!”，通稱《はるおと》。
2004年10月20日，發售畫冊。
2006年4月6日，Alchemist發售PS2版（CERO15歲以上對象），副標題“Step of Spring”。
minori在2006年3月31日發售FanDisc《さくらのさくころ》。

## 登場人物
※ 聲優依「PC版 / PS2版」表示。

### 主要角色
櫻乃樹
主角。在都市失戀，回到了故鄉芽吹野。
卡其色短髮。瞳色為綠。在學校穿著藍色西裝。擁有普通高中的社會科教師執照。
回到家鄉後，過了一段家裡蹲生活，在伯父突然住院的機會下，成為櫻鈴學園的臨時教師，負責社會科，忙碌時代替あおい擔任3年級的臨時導師。
櫻乃悠（聲優：鷹月さくら / 田口宏子）
樹的表妹。小時候稱呼樹為「樹ちゃん」，感情就像兄妹一樣好。
身高142cm、體重32kg。三圍：B68/W58/H68。比樹還要矮一個頭，蘿莉體型。
金色的半長髮。綁著橙色（寒冬時是薄荷綠）的大緞帶。頭上有兩撮呆毛。瞳色為青綠。喜歡穿橙色的運動鞋、綠色過膝襪。把本來的制服長裙改成了迷你裙。
（聲優：まきいづみ / 柳瀬なつみ）
和的同班同學、好友。內向的文學少女。實際上是大公司的社長千金，家庭富足。味覺遲鈍，喜歡垃圾食物。
身高150cm、體重44kg。三圍：B78/W62/H80。
鮭魚粉紅的長髮。左右的耳朵上各繫著一束小小的緞帶。瞳色為紫。
文靜，說話中（在無意識的狀態下）會出現些黑暗辛辣的詞。有錢的大小姐，幾乎不會料理。
編寫學園祭預定演出戲劇「ユメノカナタ」的劇本。
藤倉和（聲優：桜井美鈴 / 岡田純子）
悠的同班同學、年級委員長。成績優秀，體育也擅長。自從相遇以來就對樹很嚴厲。
身高154cm、體重42kg。三圍：B75/W60/H78。
藍色短髮。班長風格的角色，帶著橫長的眼鏡。瞳色為深紅。喜歡穿厚底靴、黑色絲襪。
多才多藝，料理也有相當的技術。
為了某個理由而存錢，在家庭餐廳「LIEBCHEN」打工。
篠宮智夏（聲優：白石杏 / 西原久美子）
樹跟悠的青梅竹馬。跟樹同年。櫻鈴學園的保健室老師。

### 同級生5人組
※ 悠的同級生（櫻鈴學園3年級）。每一個人的名字裡的顏色都跟髮色相同。
赤根和美（聲優：草柳順子 / 同左）
青井奈奈子（声：青山ゆかり / 友永朱音）
（聲優：成瀬未亜 / 同左）
淺黄樹里（聲優：柊みかみ / 那須めぐみ）
桃園香（聲優：星川未流来 / 原田ひとみ）

### 櫻鈴學園的教師
（聲優：ありす / あおきさやか）
櫻乃大樹（聲優：神威 / 郷里大輔）

## 舞台
芽吹野
櫻鈴學園
奥之湯
LIEBCHEN

## 製作人員
- 原作・監督：酒井伸和
- 人物設計・原畫：KIMちー、庄名泉石
- 劇本：鏡遊（和・ゆづき）・北川晴（悠・智夏）
- 音樂：天門
- 開頭影片監督：新海誠
- 結尾影片監督：tsukune.
- OP「春-feel coming spring」
  - 作詞：酒井伸和 / 作曲・編曲：天門 / 歌：原田ひとみ
- ED - 因不同角色而有4種旋律一樣但歌詞不同的版本。
  - 悠ED「笑顔の約束」 - 作詞：北川晴 / 作曲：天門 / 編曲：岩垂徳行 / 歌：鷹月さくら
  - 和ED「Be Catch!」 - 作詞：酒井伸和 / 作曲・編曲：天門 / 歌：桜井美鈴
  - ゆづきED「Engagement」 - 作詞：鏡遊 /作曲：天門 / 編曲：おおくまけんいち / 歌：まきいづみ
  - 智夏ED「素敵な未来を」 - 作詞：御影 / 作曲：天門 / 編曲：Djangoman / 歌：白石杏
- PS2版新ED「Spiral Spring -Step of Spring mix-」
  - 作曲：LOOPCUBE / 歌：Nomico

## 使用曲列表
1. daily life
2. nostalgia
3. nocturnal
4. good time
5. happy together
6. resolution
7. recess
8. confess
9. clear morning
10. warming
11. terror
12. cheer up!
13. memory
14. tear
15. soliloquy
16. comical maker
17. hurry up!!
18. day by day
19. confession
20. breath
21. feel coming spring by piano
22. feel coming spring by musicbox
23. feel coming spring by ensemble
24. follow heart
25. evening glow

## 關連商品

### 書籍
- ビジュアルファンブック

1. はるのあしおと ビジュアルファンブック（2004年10月24日發行出版、2004年10月20日發售） ISBN 4-7973-2844-4

### CD
- Solstice

1. はるのあしおと おりじなるそんぐあるばむ はるのうた TRCD10047

### FanDisc
- さくらのさくころ

1. さくらのさくころ 2006年3月31日發售 日本EAN:4560194010040

## 影響
《春天的足音》在日本美少女游戏与动画相关商品销售网站Getchu.com的2004年7月销量榜上排名第八。
在Getchu所公佈的2004年萌遊戲排行榜中，《春天的足音》的綜合排名為第六名；音樂排名均獲得第十一名；角色獲選為第十八名的最佳女主角。

## 外部連結
- minori官方網站入口 （有年齡確認）（日語）

2009年6月起，網站屏蔽了日本以外的訪問。
- +OUT OF SIGHT （页面存档备份，存于） （擔任原畫・KIMちー的同人社團）（日語）
- QurterAREA （页面存档备份，存于） （擔任原畫・庄名泉石的同人社團）（日語）
- 《春天的足音》在視覺小說數據庫的頁面 （英文）